# Симеонов сборник
Симеоновият сборник е пергаментов сборник със съчинения на гръцки автори, главно с богословски характер, преведени на старобългарски език. Времето на написване на сборника е в края на ІХ – началото на Х в., което съвпада с управлението на цар Симеон I. Засегнатите теми в сборника са човекът, неговото безсмъртие, човешкото естество според библейската терминология и др., изложено е също и учението на Аристотел.
Оригиналът на сборника е унищожен, но са известни негови преписи. Един от тях, открит през 1817 г., е т.нар. „Светославов препис“. Тъй като посвещението на този препис гласи „в чест на великия между князете Святослав“, идентифициран с киевския княз Светослав Ярославевич (1073 – 1076), затова ръкописът по неговото име е наречен „Изборник князя Святослава 1073 года“.
Впоследствие проучванията на ръкописа показват, че името на киевския княз е било изписано върху изстърганото и заличено име на българския владетел цар Симеон, което е запазено върху друг по-късен препис на същия сборник. В хода на реставрационната работа е свалена подвързията на ръкописа и е доказано, че общо 8 листа – този с посвещението и още 7 съдържащи илюстрации към текста, са били допълнително прикачени към руския препис от 1073 г., но първоначално са украсявали българския оригинал от Х век. Тези проучвания са извършени още през XIX век и за тях княз Оболенски пише в своята книга „Исследования и заметки князя М. А. Оболенского по русским и славянским древностям“, издадена през 1875 г. (две години след неговата смърт) от дъщеря му Анна Михайловна Хилкова. Самият княз Михаил Андреевич Оболенски (1805 – 1873) оглавява от 1832 г. до смъртта си Московския главен архив и разполага с достъп до архивите и летописите, съхранявани там. Асен Чилингиров твърди, че книгата на княз Оболенски е иззета и унищожена от руската цензура като противоречаща на официалната линия на руската историография, но екземпляри от нея се съхраняват в Държавната библиотека в Берлин и в университетската библиотека на Стандфортския университет в САЩ, а вече е преведена и на български. При изследванията си върху Светославовия препис, както и върху друг препис на същия сборник (но по-късен – от XIII век), княз Оболенски установява, че оригиналният сборник е бил с много голям обем и е съдържал три раздела: исторически, включващ пасажи от Библията, четири исторически съчинения и поучителен летопис. Оболенски стига до заключението, че оригиналният сборник е съставен от Григорий Презвитер, книжовник от Преславската школа и един от дейците на т.нар. Симеонов кръг, който е занесъл този сборник в Киев, където живее дълги години като съветник на княгиня Олга Киевска.
Независимо че оригиналният Симеонов сборник е унищожен, повечето от съдържащите се в него отделни части се запазват в множество преписи и под различни названия. Така напр. „Изборник князя Святослава 1073 года“ съдържа целия му втори раздел.